# Casa forta de la Rovira
La casa forta de la Rovira de Sant Hilari Sacalm (Selva) està situada al cim del puig de Mascarbó, a l'extrem del pla de les Arenes prop del mas Carbó, en un sector cobert per un bosc de castanyers i faigs. Coneguda també com a domus de la Rovira i castell del Mascarbó. És una obra declarada bé cultural d'interès nacional.

## Història
L'any 1252, Guillem de Salitja tenia drets sobre el castell de Solterra i les cases fortes de la Rovira i la Vallors. segons Miret i Sans aquest mateix any Jaume I autoritzà Guillem de Salitja a poder celebrar els dilluns mercat al lloc dit les «Cases de Roure» del terme del castell de Solterra. El 1259, Brunissenda, muller de Guillem de Salitja, confirmà la venda del castell de Solterra i de la casa de la Rovira(«castro de Solterre et de domus de Rovira»), a Arnau de Vilademany que en fou senyor de 1252 a 1259. El domini passà abans de 1274 a la família Gurb que hi residí temporalment.
El 1325, el vescomte de Cabrera la va assetjar a causa de les desavinences entre Bernat de Gurb i l'infant Pere fill de Jaume II. L'any 1484, Bernat Joan de Gurb l'arrendà aquesta casa forta a Antoni Folgueres de Joanet amb les seves terres i honors, que tenia en feu pel comte de Mòdica i vescomte de Cabrera. Al segle xv els Gurb bastiren una casa a Sant Hilari; fou el començament de la decadència de la casa forta de la Rovira.

## Arquitectura
Entre els anys 1924 i 1926 s'hi realitzaren unes excavacions per iniciativa del propietari del mas Carbó i sota l'assessorament de l'arquitecte osonenc J.M. Pericas. En el decurs d'aquestes exploracions es va descobrir una construcció de forma quadrangular allargada, amb espitlleres, els inicis d'una escala, diversos arcs del pis inferior i un ampli vall que envoltava tot l'edifici. Avui molts dels elements han desaparegut, o la vegetació els amaga i els malmet.
La construcció rectangular mostra clarament dues habitacions i una tercera possible. Tenia una longitud total d'uns 27 i un àmbit central de 8,15 m per 8,85 m. Sembla que l'accés a la casa es feia per aquest àmbit central. Adossada a ponent hi ha una estructura molt petit (3 c 1,75 m) i una altra cambra a migjorn de 5,85 per 8,35 de mesures internes. Té una banqueta que sobresurt uns 75 cm a tot el contorn excepte a l'angle de llevant on es deu haver perdut. Al sud-oest d'aquesta cambra es poden veure les espitlleres d'un asola esqueixada.
Les parets són en general d'1 m de gruix i han estat construïdes amb un aparell uniforme, fet amb carreus de pedra escantonats disposats en filades horitzontals i units amb morter de calç i sorra. Els carreus de la part inferior del mur de la cambra central són quadrats i d'uns 20 cm de costat. Els de sobre i els de la resta de l'edifici són rectangulars, d'uns 13 cm d'alt per 20 cm de llarg. El vall que envolta tota el casal excepte a llevant on hi hauria l'entrada, té una ampalda d'uns 5 m i és fet a partir del terreny rebaixat.
Pot datar-se a final del segle xii o al XIII.